# Perlecán

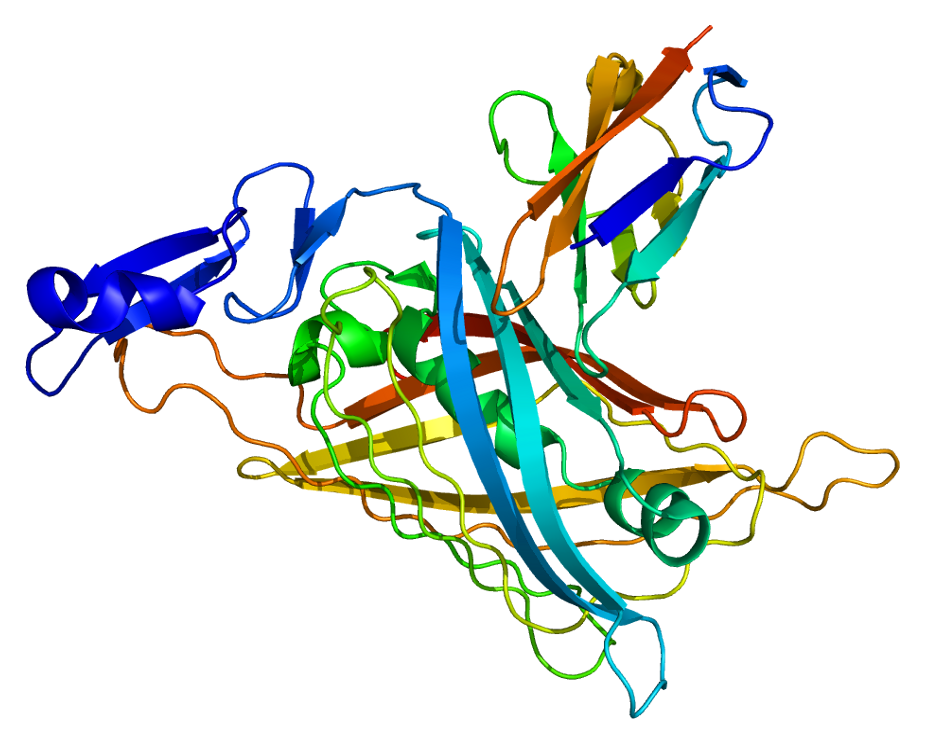
Perlecán

El perlecán (también llamado perlecano) es un proteoglucano que se encuentra en las láminas basales y otras matrices extracelulares. El perlecán interacciona con otros componentes (como laminina, fibronectina o colágeno tipo iv) a través de distintos dominios de interacción, así como con receptores de adhesión celular como la integrina. A través de su parte proteica y mediante sus cadenas de heparán sulfato une también factores de crecimiento y diversas moléculas señalizadoras.
El perlecán es indispensable en la formación de la membrana basal de la epidermis, así como en el mantenimiento de la integridad de la membrana basal de aquellos tejidos que están sometidos a un alto estrés mecánico. También está involucrado en la formación del epitelio de la córnea.
El perlecano está codificado por el gen HSPG2. Mutaciones en este gen causan el síndrome de Schwartz–Jampel.